# Gregorij Rožman
Gregorij Rožman (ur. 9 marca 1883 w Dolinčicach w Austro-Węgrzech, zm. 16 listopada 1959 w Cleveland w USA) – lublański biskup, jugosłowiański duchowny Kościoła rzymskokatolickiego, ważna postać z czasów II wojny światowej w Słowenii, antykomunista.
Pod koniec II wojny światowej uciekł ze Słowenii na Zachód i przez komunistyczne sądy został skazany zaocznie na karę 18 lat więzienia, ciężkiej pracy i pozbawienia obywatelstwa. Wyrok został uchylony po upadku reżimu komunistycznego.

## Życiorys
Urodził się w Dolinčicach niedaleko Bleiburgu w wielodzietnej rodzinie jako najmłodszy z siódemki rodzeństwa. Ukończył szkołę podstawową w Šmihelu, gimnazjum w Klagenfurcie. W 1904 roku rozpoczął studia w klagenfurckim Wyższym Seminarium Duchownym. W sierpniu 1907 roku przyjął święcenia kapłańskie, a następnie posługiwał we wsi Borovlije. Następnie pojechał do Wiednia na dalsze studia teologiczne, które ukończył w 1912 roku. Powrócił potem do Klagenfurtu, gdzie w seminarium wykładał prawo kanoniczne, a w latach 1914–1919 był profesorem teologii moralnej i prawa kanonicznego tamże. W wyniku powojennych układów terytorium diecezji zostało podzielone pomiędzy Austrię a nowo powstałe Królestwo SHS. W lipcu 1919 Rožman został doradcą wikariusza generalnego Matijia Raindla. Po założeniu Wyższego Seminarium Duchownego w Lublanie zaczął tam wykładać prawo kanoniczne. W marcu 1929 został mianowany biskupem koudiatorem diecezji lublańskiej. Rok później 1 sierpnia 1930 został biskupem diecezjalnym tamtejszej diecezji. W 1935 współuczestniczył w pracach mających zawarcie konkordatu pomiędzy Jugosławią a Watykanem. Po wybuchu II wojny światowej Rožman w przededniu okupacji włoskiej zlikwidował archiwa biskupie, żeby nie wpadły w ręce okupanta. Jesienią 1941 biskup otrzymał order z rąk włoskiego duce. Zgodnie z encykliką Divini Redemptoris, w której komunizm został przedstawiony jako pierwsze zło (,,primum malum”) Kościół w Słowenii ogłosił, że jego wrogiem są komuniści, także ci z partyzantki komunistycznej na terenie Jugosławii. Wielu księży diecezji lublańskiej zniechęcało młodych do wstępowania do podziemia lewicowego, przyzwalając natomiast na nabór do grupek faszystowskich. W 1944 opublikowano broszurę „Co każdy Słoweniec powinien wiedzieć o Froncie Wyzwolenia”, w której działalność tej komunistycznej partyzantki jako walczącą z Kościołem, Bogiem i kulturą chrześcijańską. Jednak Rožman kontakty z władzami okupacyjnymi wykorzystywał również do innych celów. Wielokrotnie interweniował w sprawie prześladowanych Żydów i Serbów, dzięki czemu wielu z nich udało się uratować. Sprzeciwiał się także wykorzystywaniu przez Włochów ludności słoweńskiej, o czym napisał w liście pasterskim z maja 1942. O działaniach okupantów względem narodu podbitego poinformował papieża Piusa XII. Sam osobiście zaprotestował w październiku 1942 do Wysokiego Komisarza Policji Prowincji Lublany. Domagał się zwolnienia wszystkich, przetrzymywanych bez uzasadnionego powodu. 20 kwietnia 1944 odprawił uroczystą mszę świętą dla słoweńskiej policji, w której nie uczestniczyli przedstawiciele Niemców, którzy okupowali Słowenię od 1943 roku. Odmówił uczestnictwa w przysiędze, uzasadniając to bólem gardła. Gdy Jugosławię wyzwalały oddziały komunistycznej partyzantki, Rožman wraz z Leonem Rupnikiem i dr. Janezem Kraljićem uciekli do Klagenfurtu, który był w brytyjskiej strefie okupacyjnej Austrii. Władze Jugosławii zwróciły się z prośbą do Brytyjczyków o wydanie im Rožmana. Wielka Brytania wskutek nacisków Watykanu nie wydała biskupa. W maju 1945 Rožman został uznany przez media jugosłowiańskie za zbrodniarza wojennego, a 15 lipca 1945 o to oskarżyły go władze Jugosławii. Biskupa sądzono w jednym procesie co generała Leona Rupnika, szefa administracji prowincji Lublany, z jego sekretarzem Milko Vizjakiem, generała SS Erwina Rösenera, komendanta policji Lovro Hacinem i dr. Mihou Krekem. Rožman został uznany za zdrajcę ojczyzny i kolaboranta i skazany zaocznie na 18 lat więzienia, ciężką pracę i pozbawienie obywatelstwa. W listopadzie 1947 z pomocą amerykańskiego kapelana wojskowego został przeniesiony do Salzburga, skąd udał się do Szwajcarii w marcu 1948. Po tym jak się dowiedział, że Jugosławia naciska na Szwajcarię, żeby przestała udzielać mu schronienia wniósł wniosek w ambasadzie USA w Zurychu o otrzymanie wizy. 1 lipca 1948 roku wyjechał do USA, gdzie mieszkał w Cleveland do swojej śmierci w 1959 roku.

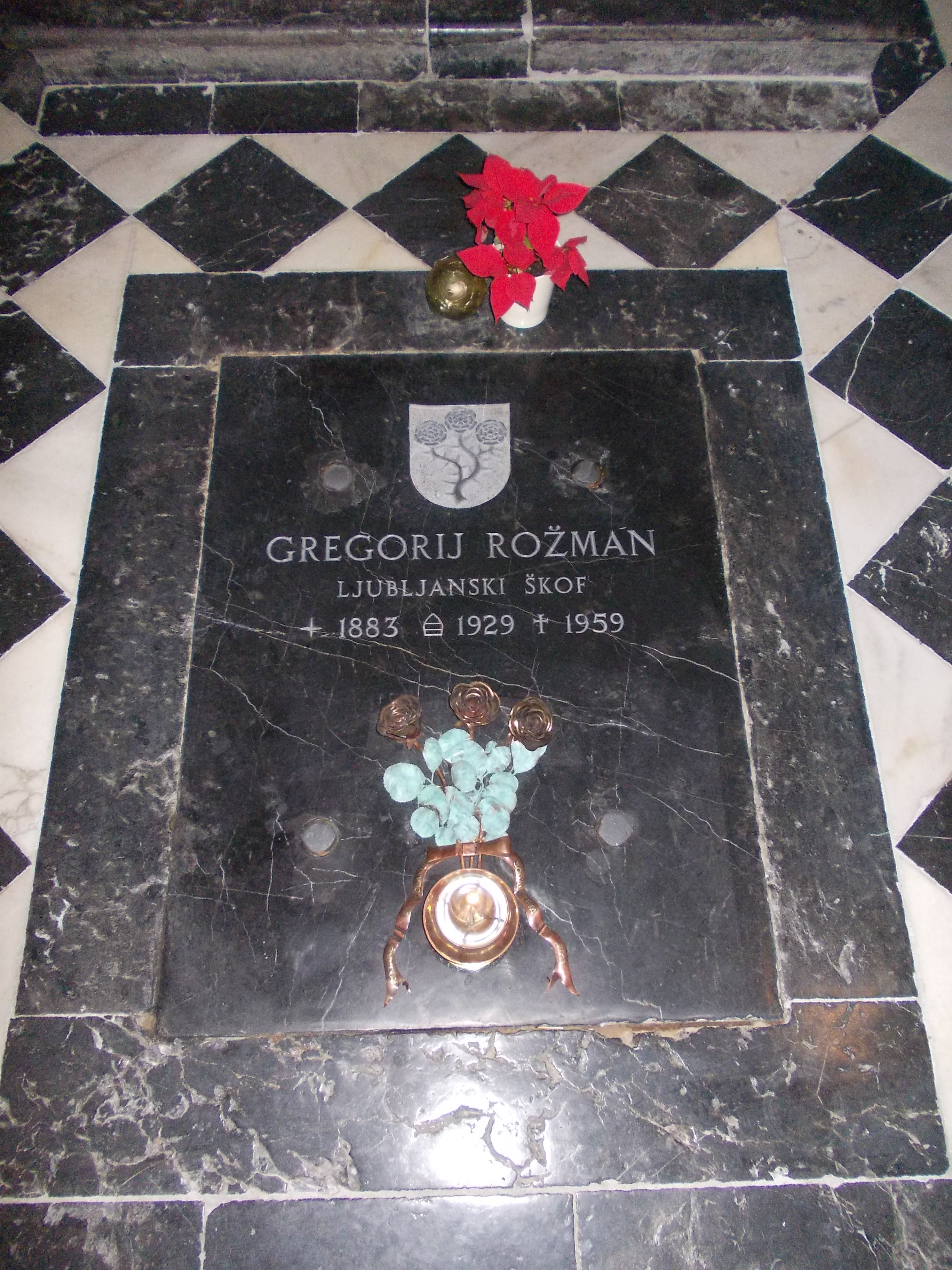
grób biskupa w Lublanie

## Rehabilitacja
W 1998 prokurator generalny Anton Drobnič zgłosił wniosek o rehabilitację biskupa, jednak nie został on przekazany nigdy sądowi. Ostatecznie diecezja lublańska wzniosło skargę o naruszenie prawa w procesie sądowym Rožmana. W 2007 roku Sąd Najwyższy Republiki Słoweńskiej uchylił wyrok na biskupie z 1946 roku za sprzeczności i niespójności. Ostatecznie w kwietniu 2009 zakończono postępowanie prawne przeciwko Rožmanowi.